# إسحاق موسى
إسحاق موسى (بالإنجليزية: Isaac Moses)‏ هو تاجر أمريكي، ولد في 1742، وتوفي في 16 أبريل 1818.